# 大久保琴
大久保 琴（おおくぼ こと、1897年〈明治30年〉12月24日 - 2013年〈平成25年〉1月12日）は、日本のスーパーセンテナリアン。神奈川県川崎市在住していた長寿の女性。2012年（平成24年）12月17日から死去するまで存命中の女性長寿世界一となっていた。

## 人物
2011年12月2日に佐賀県在住の長谷川チヨノが死去したことに伴い、女性長寿日本一となる。
2012年12月17日、ディーナ・マンフレディーニが死去したことに伴い、114歳359日で女性長寿世界一となる。
2013年1月12日午前12時過ぎ、肺炎のため川崎市高津区の有料老人ホームで死去。115年19日没。この時点で8カ月年長である木村次郎右衛門が存命であったため、男女を問わない長寿世界一となることはなかった。女性長寿日本一及び世界一は大阪府在住の大川ミサヲとなった。